# U Sports/Eishockey

Logo von U Sports

Die kanadische Universitätsmeisterschaft im Eishockey wird jährlich von U Sports (bis 2001 Canadian Interuniversity Athletics Union, bis 2016 Canadian Interuniversity Sport) ausgetragen. Bei den Herren treten 35 in drei und bei den Frauen 29 Mannschaften in vier Conferences gegeneinander an. Die besten Teams der Conferences spielen am Ende der Saison in einer Finalrunde um die Meisterschaft, bei den Herren der University Cup.

## Herren

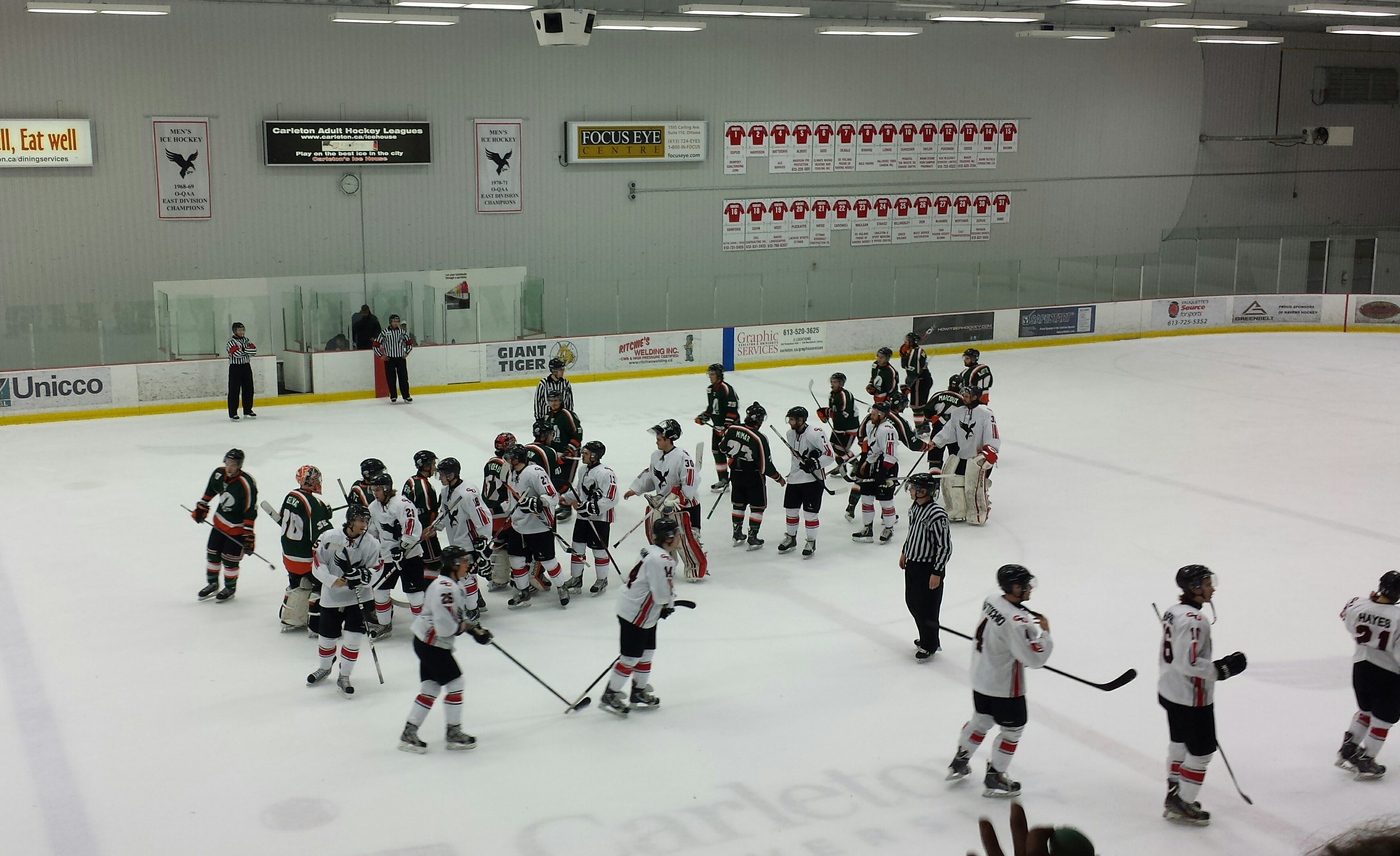
Spieler der UQTR Patriotes und der Carleton Ravens nach einem Spiel

### Teilnehmer
In der Spielzeit 2024/25 nehmen folgende Universitäten am Spielbetrieb teil:
| Atlantic University Sport | Canada West              | Ontario University Athletics | Ontario University Athletics |
| Atlantic University Sport | Canada West              | East Division                | West Division                |
| ------------------------- | ------------------------ | ---------------------------- | ---------------------------- |
| Acadia Axemen             | Alberta Golden Bears     | Carleton Ravens              | Brock Badgers                |
| Dalhousie Tigers          | UCB Thunderbirds         | Concordia Stingers           | Guelph Gryphons              |
| Aigles Bleues de Moncton  | Calgary Dinos            | McGill Redmen                | Lakehead Thunderwolves       |
| UNB Varsity Reds          | Grant MacEwan Griffins   | UOIT Ridgebacks              | TMU Bold                     |
| UPEI Panthers             | Manitoba Bisons          | UQTR Patriotes               | Toronto Varsity Blues        |
| Saint Mary’s Huskies      | Regina Cougars           | Queen’s Gaels                | Waterloo Warriors            |
| St. Francis Xavier X-Men  | Saskatchewan Huskies     | Nipissing Lakers             | Western Ontario Mustangs     |
|                           | Mount Royal Cougars      | RMC Paladins                 | Windsor Lancers              |
|                           | Trinity Western Spartans | Ottawa Gee-Gees              | Wilfrid Laurier Golden Hawks |
|                           |                          |                              | York Lions                   |

### University Cup

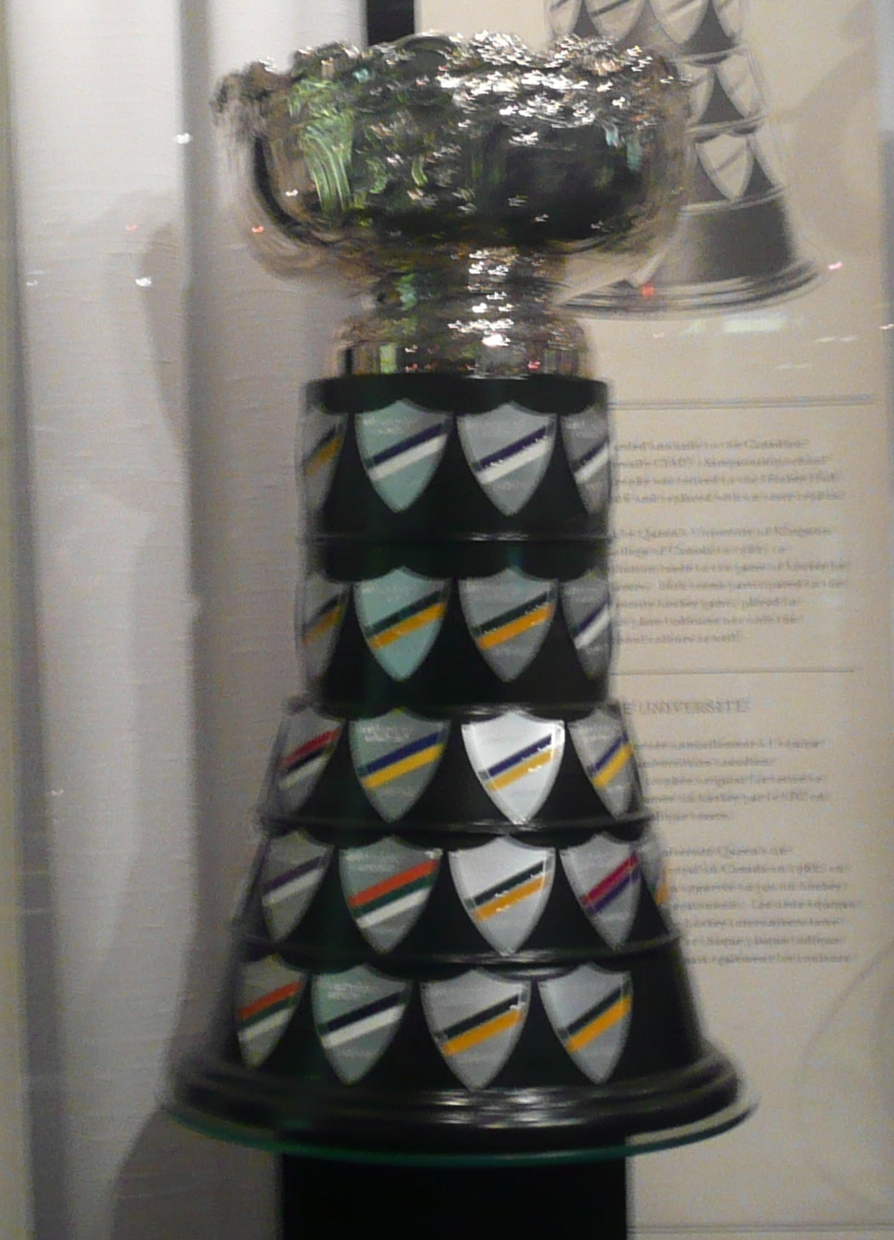
Der University Cup

Der University Cup wird jährlich an den Sieger der Universitäts-Eishockeymeisterschaft der Herren vergeben. Der Pokal wurde erstmals in der Saison 1962/63 ausgespielt, als die Queen’s University und das Royal Military College of Canada aufeinander trafen. Diese beiden Hochschulen aus Kingston hatten sich bereits beim ersten Spiel zwischen zwei kanadischen Universitäten überhaupt im Jahr 1885 gegenübergestanden. Der University Cup soll dabei an den großen Beitrag erinnern, die Universitätsspieler zur Entwicklung des Eishockeys geleistet haben.
Insgesamt standen bislang 27 verschiedene Mannschaften im Finale um den University Cup, von denen bislang 15 die Trophäe gewinnen konnten. Rekordmeister sind die Alberta Golden Bears, die 16 ihrer 24 Pokalteilnahmen gewinnen konnten, gefolgt von den Toronto Varsity Blues und den New Brunswick Reds mit jeweils 10 Titeln. Die UQTR Patriotes konnten den University Cup fünf Mal gewinnen. Die Toronto Varsity Blues halten zudem mit fünf Siegen zwischen 1969 und 1973 den Rekord der meisten Titel in Folge.
| Jahr | Finalort                                       | Meister                                        | Erg.                                           | Vizemeister                                    |
| ---- | ---------------------------------------------- | ---------------------------------------------- | ---------------------------------------------- | ---------------------------------------------- |
| 1963 | Kingston                                       | McMaster Marauders                             | 3:2                                            | UBC Thunderbirds                               |
| 1964 | Kingston                                       | Alberta Golden Bears                           | 9:1                                            | Sir George Williams Georgians                  |
| 1965 | Winnipeg                                       | Manitoba Bisons                                | 9:2                                            | St. Dunstan’s Saints                           |
| 1966 | Greater Sudbury                                | Toronto Varsity Blues                          | 8:1                                            | Alberta Golden Bears                           |
| 1967 | Calgary                                        | Toronto Varsity Blues                          | 16:2                                           | Laurentian Voyageurs                           |
| 1968 | Montreal                                       | Alberta Golden Bears                           | 5:4                                            | Loyola Warriors                                |
| 1969 | Edmonton                                       | Toronto Varsity Blues                          | 4:2                                            | Sir George Williams Georgians                  |
| 1970 | Charlottetown                                  | Toronto Varsity Blues                          | 3:2                                            | Saint Mary’s Huskies                           |
| 1971 | Greater Sudbury                                | Toronto Varsity Blues                          | 5:4                                            | Saint Mary’s Huskies                           |
| 1972 | Sherbrooke                                     | Toronto Varsity Blues                          | 5:0                                            | Saint Mary’s Huskies                           |
| 1973 | Toronto                                        | Toronto Varsity Blues                          | 3:2                                            | Saint Mary’s Huskies                           |
| 1974 | Toronto                                        | Waterloo Warriors                              | 6:5                                            | Sir George Williams Georgians                  |
| 1975 | Edmonton                                       | Alberta Golden Bears                           | 5:2                                            | Toronto Varsity Blues                          |
| 1976 | Toronto                                        | Toronto Varsity Blues                          | 7:2                                            | Guelph Gryphons                                |
| 1977 | Edmonton                                       | Toronto Varsity Blues                          | 4:1                                            | Alberta Golden Bears                           |
| 1978 | Moncton                                        | Alberta Golden Bears                           | 6:5                                            | Toronto Varsity Blues                          |
| 1979 | Montreal                                       | Alberta Golden Bears                           | 5:1                                            | Dalhousie Tigers                               |
| 1980 | Regina                                         | Alberta Golden Bears                           | 7:3                                            | Regina Cougars                                 |
| 1981 | Calgary                                        | Aigles Bleues de Moncton                       | 4:2                                            | Saskatchewan Huskies                           |
| 1982 | Moncton                                        | Aigles Bleues de Moncton                       | 3:2                                            | Saskatchewan Huskies                           |
| 1983 | Moncton                                        | Saskatchewan Huskies                           | 6:2                                            | Concordia Stingers                             |
| 1984 | Trois-Rivières                                 | Toronto Varsity Blues                          | 9:1                                            | Concordia Stingers                             |
| 1985 | Toronto                                        | York Yeomen                                    | 3:2                                            | Alberta Golden Bears                           |
| 1986 | Edmonton                                       | Alberta Golden Bears                           | 5:2                                            | UQTR Patriotes                                 |
| 1987 | Edmonton                                       | UQTR Patriotes                                 | 6:3                                            | Saskatchewan Huskies                           |
| 1988 | Toronto                                        | York Yeomen                                    | 5:3                                            | Western Ontario Mustangs                       |
| 1989 | Toronto                                        | York Yeomen                                    | 5:2                                            | Wilfrid Laurier Golden Hawks                   |
| 1990 | Toronto                                        | Aigles Bleues de Moncton                       | 2:1                                            | Wilfrid Laurier Golden Hawks                   |
| 1991 | Toronto                                        | UQTR Patriotes                                 | 7:2                                            | Alberta Golden Bears                           |
| 1992 | Toronto                                        | Alberta Golden Bears                           | 5:2                                            | Acadia Axemen                                  |
| 1993 | Toronto                                        | Acadia Axemen                                  | 12:1                                           | Toronto Varsity Blues                          |
| 1994 | Toronto                                        | Lethbridge Pronghorns                          | 5:2                                            | Guelph Gryphons                                |
| 1995 | Toronto                                        | Aigles Bleues de Moncton                       | 5:1                                            | Guelph Gryphons                                |
| 1996 | Toronto                                        | Acadia Axemen                                  | 3:2                                            | Waterloo Warriors                              |
| 1997 | Toronto                                        | Guelph Gryphons                                | 4:3                                            | UNB Varsity Reds                               |
| 1998 | Saskatoon                                      | UNB Varsity Reds                               | 6:3                                            | Acadia Axemen                                  |
| 1999 | Saskatoon                                      | Alberta Golden Bears                           | 6:2                                            | Aigles Bleues de Moncton                       |
| 2000 | Saskatoon                                      | Alberta Golden Bears                           | 5:4                                            | UNB Varsity Reds                               |
| 2001 | Waterloo                                       | UQTR Patriotes                                 | 5:4                                            | St. Francis Xavier X-Men                       |
| 2002 | Waterloo                                       | Western Ontario Mustangs                       | 4:3                                            | UQTR Patriotes                                 |
| 2003 | Fredericton                                    | UQTR Patriotes                                 | 3:0                                            | St. Francis Xavier X-Men                       |
| 2004 | Fredericton                                    | St. Francis Xavier X-Men                       | 3:2 2OT                                        | UNB Varsity Reds                               |
| 2005 | Edmonton                                       | Alberta Golden Bears                           | 4:3 OT                                         | Saskatchewan Huskies                           |
| 2006 | Edmonton                                       | Alberta Golden Bears                           | 3:2                                            | Lakehead Thunderwolves                         |
| 2007 | Moncton                                        | UNB Varsity Reds                               | 3:2 OT                                         | Aigles Bleues de Moncton                       |
| 2008 | Moncton                                        | Alberta Golden Bears                           | 3:2                                            | UNB Varsity Reds                               |
| 2009 | Thunder Bay                                    | UNB Varsity Reds                               | 4:2                                            | Western Ontario Mustangs                       |
| 2010 | Thunder Bay                                    | Saint Mary’s Huskies                           | 3:2 OT                                         | Alberta Golden Bears                           |
| 2011 | Aitken Centre (Fredericton)                    | UNB Varsity Reds                               | 4:0                                            | McGill Redmen                                  |
| 2012 | Aitken Centre                                  | McGill Redmen                                  | 4:3 (OT)                                       | Western Ontario Mustangs                       |
| 2013 | Credit Union Centre (Saskatoon)                | UNB Varsity Reds                               | 2:0                                            | Saint Mary’s Huskies                           |
| 2014 | Credit Union Centre                            | Alberta Golden Bears                           | 3:1                                            | Saskatchewan Huskies                           |
| 2015 | Halifax, Nova Scotia                           | Alberta Golden Bears                           | 6:3                                            | New Brunswick Varsity Reds                     |
| 2016 | Halifax, Nova Scotia                           | New Brunswick Varsity Reds                     | 3:1                                            | St. Francis Xavier X-Men                       |
| 2017 | Fredericton, New Brunswick                     | New Brunswick Varsity Reds                     | 5:3                                            | Saskatchewan Huskies                           |
| 2018 | Fredericton, New Brunswick                     | Alberta Golden Bears                           | 4:2                                            | St. Francis Xavier X-Men                       |
| 2019 | Lethbridge, Alberta                            | New Brunswick Reds                             | 4:2                                            | Alberta Golden Bears                           |
| 2020 | Wegen der COVID-19-Pandemie in Kanada abgesagt | Wegen der COVID-19-Pandemie in Kanada abgesagt | Wegen der COVID-19-Pandemie in Kanada abgesagt | Wegen der COVID-19-Pandemie in Kanada abgesagt |
| 2021 | Wegen der COVID-19-Pandemie in Kanada abgesagt | Wegen der COVID-19-Pandemie in Kanada abgesagt | Wegen der COVID-19-Pandemie in Kanada abgesagt | Wegen der COVID-19-Pandemie in Kanada abgesagt |
| 2022 | Wolfville, Nova Scotia                         | Quebec-Trois-Rivières Patriotes                | 5:4 (OT)                                       | Alberta Golden Bears                           |
| 2023 | Charlottetown, PEI                             | New Brunswick Reds                             | 3:0                                            | Alberta Golden Bears                           |
| 2024 | Toronto, Ontario                               | New Brunswick Reds                             | 4:0                                            | Quebec-Trois-Rivières Patriotes                |
| 2025 | Ottawa, Ontario                                | Ottawa Gee-Gees                                | 3:2                                            | Concordia Stingers                             |

## Frauen

### Teilnehmer
| Atlantic University Sport  | Canada West           | Ontario University Athletics | Réseau du sport étudiant du Québec |
| -------------------------- | --------------------- | ---------------------------- | ---------------------------------- |
| Dalhousie Tigers           | Alberta Pandas        | Brock Badgers                | McGill Martlets                    |
| Aigles Bleues de Moncton   | UCB Thunderbirds      | Guelph Gryphons              | Ottawa Gee-Gees                    |
| Mount Allison Mounties     | Calgary Dinos         | Windsor Lancers              | Carabins de Montréal               |
| UPEI Panthers              | Lethbridge Pronghorns | UOIT Ridgebacks              | Concordia Stingers                 |
| Saint Mary’s Huskies       | Manitoba Bisons       | Waterloo Warriors            | Carleton Ravens                    |
| St. Thomas Tommies         | Regina Cougars        | Queen’s Gaels                | Wilfrid Laurier Golden Hawks       |
| St. Francis Xavier X-Women | Saskatchewan Huskies  | Toronto Varsity Blues        |                                    |
|                            | Mount Royal Cougars   | York Lions                   |                                    |
|                            |                       | Western Ontario Mustangs     |                                    |
|                            |                       | Laurentian Voyageurs         |                                    |
|                            |                       | Nipissing Lakers             |                                    |
|                            |                       | Ryerson Rams                 |                                    |

### Meister
Die CIS-Meisterschaft der Frauen wird seit 1998 ausgespielt. Rekordmeister sind die Alberta Pandas mit acht Titeln. Die McGill Martlets und die Concordia Stingers gewannen die Meisterschaft jeweils vier Mal.
| Jahr | Meister                                        | Erg.                                           | Vizemeister                                    |
| ---- | ---------------------------------------------- | ---------------------------------------------- | ---------------------------------------------- |
| 1998 | Concordia Stingers                             | 4:1                                            | Toronto Varsity Blues                          |
| 1999 | Concordia Stingers                             | 2:0                                            | Alberta Pandas                                 |
| 2000 | Alberta Pandas                                 | 2:0                                            | McGill Martlets                                |
| 2001 | Toronto Varsity Blues                          | 4:3                                            | Regina Cougars                                 |
| 2002 | Alberta Pandas                                 | 5:2                                            | Wilfrid Laurier Golden Hawks                   |
| 2003 | Alberta Pandas                                 | 5:4 OT                                         | Toronto Varsity Blues                          |
| 2004 | Alberta Pandas                                 | 2:0                                            | Ottawa Gee-Gees                                |
| 2005 | Wilfrid Laurier Golden Hawks                   | 4:1                                            | Alberta Pandas                                 |
| 2006 | Alberta Pandas                                 | 2:1                                            | Wilfrid Laurier Golden Hawks                   |
| 2007 | Alberta Pandas                                 | 4:0                                            | McGill Martlets                                |
| 2008 | McGill Martlets                                | 2:0                                            | Wilfrid Laurier Golden Hawks                   |
| 2009 | McGill Martlets                                | 3:1                                            | Wilfrid Laurier Golden Hawks                   |
| 2010 | Alberta Pandas                                 | 2:0                                            | McGill Martlets                                |
| 2011 | McGill Martlets                                | 5:2                                            | St. Francis Xavier X-Women                     |
| 2012 | Calgary Dinos                                  | 5:1                                            | Carabins de Montréal                           |
| 2013 | Carabins de Montréal                           | 3:2                                            | Calgary Dinos                                  |
| 2014 | McGill Martlets                                | 4:3                                            | Carabins de Montréal                           |
| 2015 | Western Mustangs                               | 5:0                                            | McGill Martlets                                |
| 2016 | Montreal Carabins                              | 8:0                                            | UBC Thunderbirds                               |
| 2017 | Alberta Pandas                                 | 2:1 (OT)                                       | McGill Martlets                                |
| 2018 | Manitoba Bisons                                | 2:0                                            | Western Mustangs                               |
| 2019 | Guelph Gryphons                                | 1:0                                            | McGill Martlets                                |
| 2020 | Wegen der COVID-19-Pandemie in Kanada abgesagt | Wegen der COVID-19-Pandemie in Kanada abgesagt | Wegen der COVID-19-Pandemie in Kanada abgesagt |
| 2021 | Wegen der COVID-19-Pandemie in Kanada abgesagt | Wegen der COVID-19-Pandemie in Kanada abgesagt | Wegen der COVID-19-Pandemie in Kanada abgesagt |
| 2022 | Concordia Stingers                             | 4:0                                            | Nipissing Lakers                               |
| 2023 | Mount Royal Cougars                            | 4:3 (OT)                                       | Concordia Stingers                             |
| 2024 | Concordia Stingers                             | 3:1                                            | Toronto Varsity Blues                          |
| 2025 | Bishop’s Gaiters                               | 3:0                                            | Waterloo Warriors                              |